# Лазарєва Алла Юхимівна
Лазарєва Алла Юхимівна (1 січня 1967, Київ) — українська журналістка та перекладачка, володіє французько, англійською мовами.

## Життєпис і творчість
Закінчила факультет журналістики Київського університету ім. Шевченка (1989).
Працювала у газеті «Молодь України», інформаційному агентстві «УНІАН», власним кореспондентом міжнародної журналістської організації «Репортери без кордонів» в Україні, власним кореспондентом у газеті «Дзеркало тижня», власним кореспондентом української служби «ВВС» в Парижі. З 2011 року — власний кореспондент часопису «Український тиждень» у Парижі. Членкиня благодійної організації у Франції Українське братство, яка займається допомогою українцям у російсько-української війні (з 2015).
Співзасновниця журналістської громадської організації «Інститут масової інформації» (1995), з 1995 до 2004 рік — керівник цієї організації.
Упорядник посібників для журналістів: «Економічна журналістика» (1996), «Гід журналіста» (1997), «Щоденна робота журналіста» (1998), «Правове забезпечення журналістської діяльності в Україні» (1999), «Гід газетяра» (2000), «Журналістське розслідування» (2000), «Репортаж у друкованій пресі» (2001), «Етичні засади роботи журналіста» (2002), «Техніка репортажу» (2002), «Техніка інтерв'ю» (2002), «Міжнародна газетна журналістика» (2004), «Міжнародна журналістика» (2005), «Геополітичний словник для журналістів» (2007).
Членкиня волонтерської ініціативи «Fraternité Ukrainienne/Українське братство» (Париж), засновником якої був оперний співак Василь Сліпак.
Із 2022 року - заступниця головного редактора та редакторка французької сторінки часопису «Український тиждень» у Парижі.
Очолює з червня 2024 французьку асоціацію "Українська бібліотека Симона Петлюри".
Захоплюється живописом, літературою, музикою, фотографією. Чимало публікацій присвятила видатним діячам культури.

## Переклади
- Жерар Депардьє «Вкрадені листи» для журналу «Всесвіт» (1996)
- Безансон, Ален Лихо століття: про комунізм, нацизм та унікальність голокосту. – Київ: Пульсари, 2007.[3]
- у співавторстві з Рено Ребарді «Газпром: нова імперія» (2008)[4]
- Рено Ребарді «Дівчата з Ла-Джонкери» (видавництво «Темпора», 2013).

## Нагороди
- 1997 року  — премія Консультаційної ради з прав людини при прем'єр-міністрі Франції за кращий проект у галузі свободи слова;[5]
- 2015 року — медаль «За жертовність і любов до України»;
- 2016 року — відзнака Української асоціації інвалідів АТО Міжнародного благодійного фонду «Чисте небо»;
- 2022 року  — відзнака «Журналістика і державність» Конфедерації журналістських організацій України, Меморіального фонду Симона Петлюри з Чикаго (США) та Міжнародного культурного центру «Сяйво»[6]